# Ніколас Тюльп

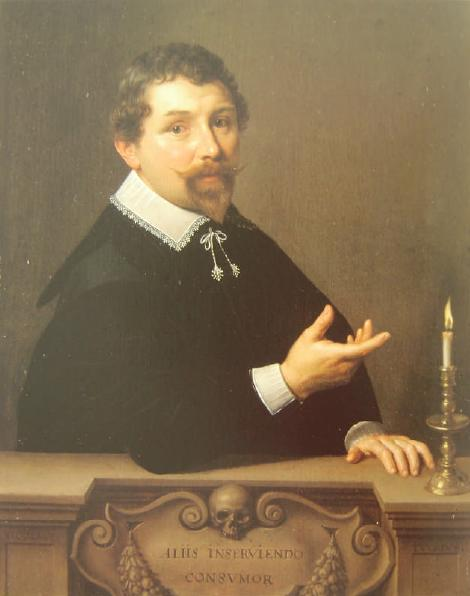
Ніколас ван Тульп. Портрет роботи Пікеноя, написаний в 1633, Музей Стеделек, Амстердам

Ніколас ван Тульп (нід. Nicolaes Tulp 9 жовтня 1593, Амстердам —  12 вересня 1674, Амстердам) — голландський хірург і мер Амстердама. Ім`я при народженні Клас Пітерсзон, він був сином торговця, активним учасником суспільного життя Амстердама. З 1611 по 1614 вивчав медицину в Лейдені. Після повернення в Амстердам, він став шанованим лікарем і одружився з Евою Егбертсдохтер ван дер Вух в 1617 році. Амбітна молода людина, він взяв собі прізвище Тульп та змінив ім'я на Ніколас (що є повною формою імені Клас). Свою кар'єру політика він почав з ролі міського скарбника, і в 1622 році він став членом магістрату в Амстердамі.

## Кар'єра
Кар'єра доктора Тульпа була відображенням успіху його міста. Він керував невеликим екіпажем відвідуючи своїх пацієнтів. Завдяки своїм зв'язкам у міській раді, в 1628 він був призначений прелектором (президентом) Амстердамської гільдії хірургів. Його дружина померла в цьому ж році, залишивши п'ятьох малолітніх дітей. У 1630 році він одружився з дочкою мера Аудсхорна, яка народила ще трьох дітей.
В обов'язки прелектора входило проведення щорічних анатомічних уроків, матеріалом для яких служили тіла публічно повішених злочинців. У той час в європейських містах аутопсія була законною, якщо проводилася над тілами страчених злочинців-чоловіків. Анатомічні уроки проводилися за згодою міської ради, і кошти від збору йшли до міського фонду для нарад і урочистих вечер. Для членів міської ради і членів гільдії це був обов'язковий захід, який вони повинні були відвідувати. У Європі ці уроки також відвідували визначні лікарі, для обміну думками з приводу анатомії і хімічних процесів в людському тілі.
Як і личить після вибору нового прелектора, гільдія замовила груповий портрет членів гільдії. Рембрандт, в ту пору молодий чоловік 26 років від роду, отримав замовлення і створив портрет, який став усесвітньо відомим: «Урок анатомії доктора Тульпа». Полотно зображає Тульпа, який проводить урок анатомії. Нині картина зберігається в музеї Мауріцхейс в Гаазі.
Подія, відображена Рембрандтом на картині, датується 16 січня 1632 року. В Амстердамській гільдії хірургів, в якій Тульп займав місце міського анатоміста, дозволяли один урок анатомії в рік, і тіло призначене для аутопсії повинно було бути тілом страченого злочинця. Злочинця з картини Рембрандта звали Арісом Кіндтом. Пізніше, 1656 року, Рембрандт написав ще одне полотно, на якому зображено спадкоємця Тульпа на цій посаді: «Лекція з анатомії доктора Деймана».

## Observationes Medicae

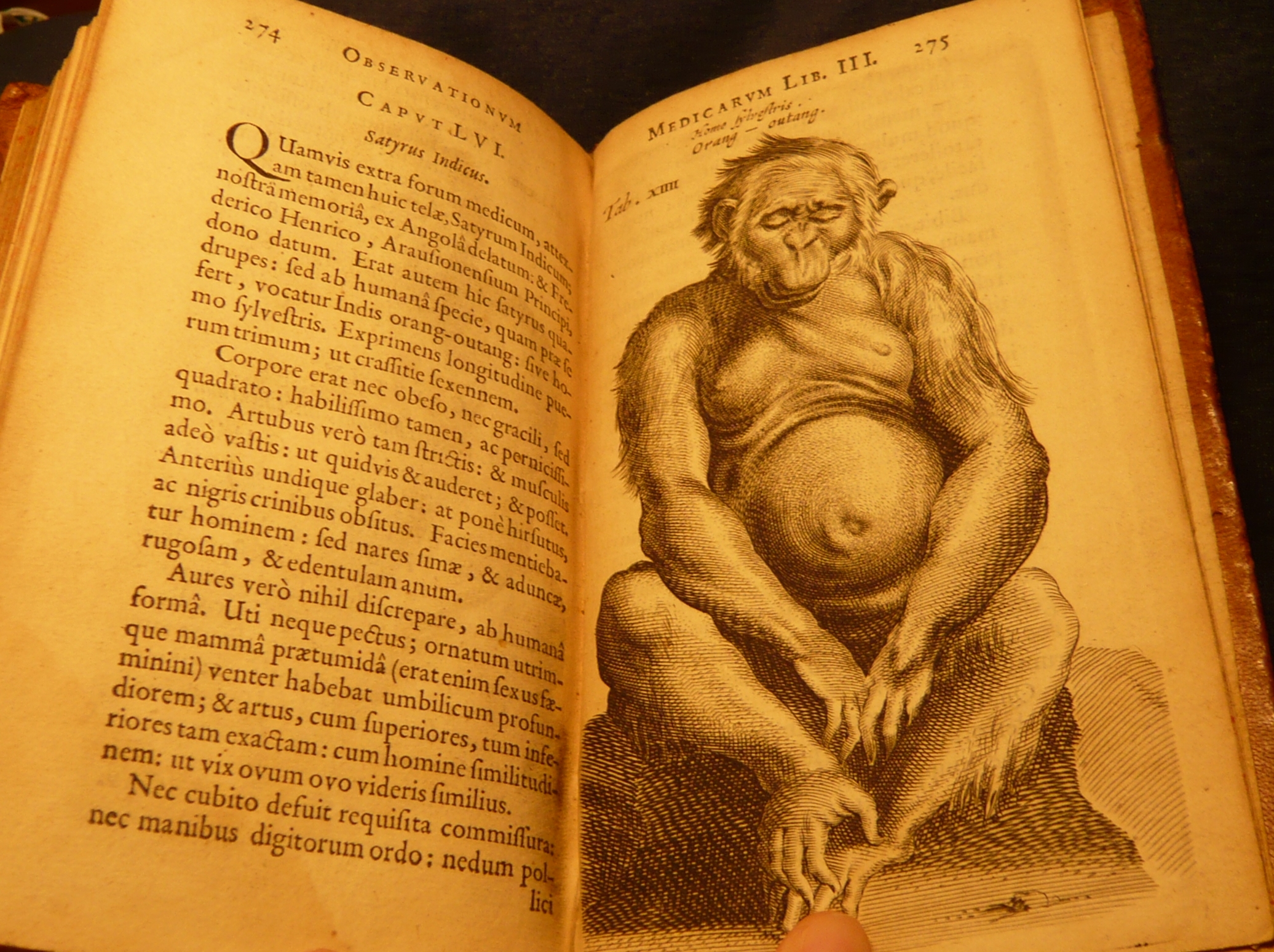
Ілюстрована книга Тульпа, показно сторінку з Орангутангом

Його найвідоміша робота з медицини - Observationes Medicae (або «Медичні спостереження»), була видана в 1641 році і вийшла повторно в 1652 році. Він присвятив перше видання книги своєму синові, який щойно закінчив вчитися на лікаря в Лейдені, друге видання також було присвячено йому, в зв'язку з його передчасною смертю. Книга містить докладний опис роботи Тульпа, в тому числі 231 випадок захворювань і смерті. Книгу ще називають «Книгою Монстрів», оскільки Тульп з одного боку описав аутопсію екзотичних тварин, привезених до Голландії судами Ост-Індської компанії, з іншого - завдяки фантастичним історіям, наведеними ним у своїй роботі.
Тульп докладно описав стан, який ми сьогодні знаємо, як мігрень, руйнівні наслідки для легень, викликані курінням тютюну, і показував розуміння людської психології при описі ефекту плацебо. Тульп також виявив клапан на стику товстої і тонкої кишок, відомий як клапан Тульпа. Його опис симптомів бері-бері у голландських моряків, залишився непоміченим, поки причина (нестача вітаміну B1) не була досліджена двісті років по тому.

## Смерть і спадщина
У 1673 він був прийнятий в Адміністративний комітет Республіки в Гаазі, в цьому місті він і помер пізніше. Тульп похований в Новій церкві Амстердама. Йост ван ден Вондел, поет того періоду, написав кілька віршів про Тульпа, і окрім знаменитої картини Рембрандта існує ще кілька картин, мармурових і бронзових статуй, що зображують Тульпа.